# Бирн, Рори
Рори Бирн (англ. Rory Byrne род. 10 января 1944 года, Претория, Южно-Африканская Республика) — английский инженер, работавший в таких командах как «Benetton» и «Ferrari».

## Начало
Долгое время семья Бирн находилась в постоянных разъездах и только когда Рори исполнилось 13 лет, они осели в Йоханнесбурге, где Рори окончил с отличием Королевскую среднюю школу и поступил в Университет Витватерсранда. В 1964 году он получил степень бакалавра со специализацией в индустриальной химии, после чего работал главным химиком крупного предприятия под Йоханнесбургом, где производились бытовые изделия из пластмасс. В 1968 году совместно с Дэйвом Колье, Ронни и Дейвом Беннеттом организовал фирму по импорту оборудования для спортивных автомобилей. Именно в этот период он и приступил к конструированию гоночных автомобилей.

## Дорога кФормуле 1
В 1972 году произошло переломное событие для Рори: его друг, Рой Кломфасс, попросил сконструировать для него гоночный болид «Формулы Форд». На нём Кломфасс в первом же сезоне стал вице-чемпионом южноафриканской «Формулы Форд». Новой целью стала британская «формула Форд». Бирн продал свой бизнес в ЮАР и перебрался в Англию, чтобы помогать Кломфассу. Из-за финансовых проблем Рори Бирн собирался вернуться в Африку, но в 1973 году Алан Корнок пригласил его работать в команду «Royale», которую он приобрёл у серьёзно заболевшего Боба Кинга. Соответственно, надобность в возвращении на родной континент отпала, поэтому Бирн воспользовался ирландским происхождением отца, и получил гражданство.
Бирн начал работать в команде «Royale» в 1974 году, когда это было ещё крохотное предприятие с маленьким штатом: всего семь человек, поэтому и шеф-дизайнер Рори Бирн работал наравне с обычными механиками. За четыре года в «Royale Racing» Рори обжился в мире британского автоспорта и заработал там высокую репутацию. Сконструированные Бирном машины начали побеждать уже в 1975 году, а спроектированные им шасси постепенно становились маркой.
Одно из знакомств, заведенных Рори в годы работы на «Royale», оказалось для него судьбоносным и открыло ему дорогу в «Формулу-1». В середине 1970-х клиентами компании стали Алекс Хокридж и Тэд Тоулмен, которым компания поставляла машины для участия в новом чемпионате «Formula Ford 2000».
Уже тогда у Алекса и Тэда возникла идея создания серьёзной гоночной «конюшни». В 1978 году они основали компанию «Toleman Group Motorsport», и Бирн был приглашён на должность её главного конструктора. Новая команда стартовала в европейском чемпионате «Формулы-2». В первые два года Рори набирался опыта, модифицируя шасси известных фирм «March» и «Ralt». Но в 1980 году им была спроектирована собственная машина — Toleman TG280, на которой гонщики «Toleman-Hart» Брайан Хентон и Дерек Уорик заняли в чемпионате 1-е и 2-е места. Этот успех сподвиг «Toleman» перейти в «Формулу 1».

## Формула 1
В сезоне 1981 года «Toleman» и Бирн дебютировали в «Формуле 1». Его первая попытка создать конкурентоспособный болид Ф-1 — модель TG181 — была неудачной. Машина оказалась медленной и ненадёжной, а турбодвигатель «Hart» постоянно перегревался, вследствие чего пилоты не всегда могли пробраться в квалификацию. Но владельцы команды не отказали Рори в доверии и уже к сезону-83 «Toleman» обладал быстрой и надёжной машиной TG183. Дерек Уорик заработал на ней для команды первые очки.
Сезон 1984 года был успешным для «Toleman» в «Формуле 1». Хорошее шасси TG184 получило нового пилота — молодого бразильца Айртона Сенну, заработавшего подиумы в Великобритании и Португалии. В итоге команда поднялась на 7-е место в Кубке конструкторов. Но этот успех стал последним успехом команды «Toleman» в «Формуле 1»: Айртон Сенна перешел в «Lotus», начались проблемы с поставщиками шин и спонсорами, а на следующий год «Toleman» были куплены богатой итальянской компанией «Benetton».
Рори Бирн принял решение остаться в команде. В сезоне 1986 года болиды «Benetton BMW» начали выигрывать гонки, однако результаты Тео Фаби и Герхарда Бергера трудно было назвать стабильными.
В сезоне-88 созданное Бирном шасси В188 Ford стало лучшим в классе машин с атмосферными двигателями. Но следующая модель В189 получилась неудачной. В связи с этим новый менеджер команды Флавио Бриаторе пригласил в «Benetton» конструктора со звёздным именем — Джона Барнарда, а Бирну было предложено либо искать себе другую работу, либо стать у Барнарда подмастерьем.
Сначала Рори хотел остаться, но потом принял решение перейти в компанию «Reynard», которая хотела создать собственное шасси для «Формулы 1». Именно там Рори нарисовал первый болид со вздёрнутым носом. Но осенью 1991 года Эйдриан Рейнард закрыл проект, и Бирн вернулся в «Benetton». В команде уже появился будущий чемпион мира — Михаэль Шумахер, а Барнарда сменил новый технический директор — Росс Браун.
В сезоне-94 Бирн создал B194 — машину, которая принесла Михаэлю Шумахеру его первый чемпионский титул. Год спустя очередная совместная работа Бирна-Брауна, эволюционный B195, принёс команде «Бенеттон» победу в Кубке конструкторов и личном зачёте.

## Отпуск
В конце 1996 года тандем Бирн-Браун распался: Браун принял предложение перейти вслед за Михаэлем Шумахером в «Ferrari» и приступил к должности технического директора в 97 году, а Бирн в ноябре того же года уволился из «Бенеттона» и уехал в неизвестном направлении. Лишь самым близким друзьям он поведал, что перебирается на постоянное место жительства в Таиланд, на берег теплого океана, и планирует открыть там собственную школу дайвинга.
В сезоне-97 после неудачной версии болида F310B созданного Джоном Барнардом, технический директор Росс Браун, обратился к спортивному директору Жану Тодту, с просьбой пригласить на должность конструктора Рори Бирна. Тодт уговорил Бирна, и уже через две недели Рори приступил к работе в «Ferrari» в Маранелло который работал над болидом 98 года и доработал болид 97 года в конце чемпионата.

## Ferrari
Бирн и Браун сильно изменили барнардовский болид F310B, оставив от оригинала лишь 3 % деталей. Вместе с техническим персоналом они заново создали в Маранелло исследовательскую и техническую базу. Уже в сезоне 1999 года машина была достаточно хорошо сконструирована, чтобы завоевать чемпионский титул, но планам команды помешал перелом ноги Михаэля Шумахера, а второму пилоту Эдди Ирвайну не хватило двух очков. Но зато в Маранелло был привезён Кубок Конструкторов.
На следующий сезон Рори вместе с Россом построили новый болид Ferrari F1-2000. Результатом стал досрочный чемпионский титул Михаэля Шумахера и ещё один Кубок Конструкторов.
В сезоне 2001 года сила «Феррари» ещё больше возросла: Шумахер стал четырёхкратным чемпионом мира за три гонки до конца чемпионата.
Если до этого скорость болидов «Макларена» и «Феррари» была примерно равна, то в сезоне-2002 «красные болиды» превзошли «серебряные стрелы» по всем показателям. Лишь на двух этапах из всех гонок пилотам «Феррари» не удалось победить.
Михаэль Шумахер о Рори Бирне: Он принес в «Ferrari» своё умение постоянно напряжённо работать на очень высоком уровне, и мы гордимся тем, что в команде есть такой человек.

## На пенсии
Официально Рори Бирн ушёл с поста главного конструктора «Ferrari» в начале сезоне-2004. Бирна сменил его ученик Альдо Коста который конструировал болиды на сезон 2005 и 2006 года. До 2009 года Рори Бирн являлся консультантом команды «Ferrari».

В феврале 2013 стало известно, что Рори Бирн вернётся, и поможет сконструировать болид «Ferrari» на 2014 год, ведь тогда «Формулу-1» ожидает переход на новые 1,6-литровые турбомоторы V6, что повлечёт за собой значительные изменения в конструкции болидов.